# Békés (stad)
Het stadje Békés ligt in Zuidoost-Hongarije in het comitaat Békés. Het stadje ligt bij de Körösrivier en op 11 km ten noorden van Békéscsaba.
De stad is evenals het comitaat genoemd naar Békés, de eerste commissaris van de koning (ispán) van het comitaat.
Hier zijn eveneens oude boerenwoningen als monumenten van de volkskunst bewaard gebleven.
Een zusterstad van Békés is sinds 1993 Gheorgheni in Roemenië.